# Pietra runica di Böksta

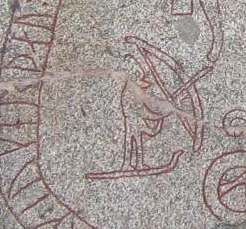
La probabile raffigurazione di Ullr.

La Pietra runica di Böksta è un monolite risalente all'XI secolo inciso con alfabeto runico e in norreno, situata vicino alla fattoria Böksta del villaggio di Balingsta, sito tra Uppsala e Örsundsbro, Svezia. Il manufatto è importante per via dell'immagine che esso contiene, infatti sulla sua superficie si può notare la raffigurazione di un uomo a dorso di cavallo che caccia con una lancia un alce, coadiuvato da due cani. La scena di caccia viene osservata da un altro uomo con degli sci, armato di arco e freccia che potrebbe essere Ullr, il dio norreno della caccia.

## Traslitterazione in caratteri latini
inki-... [a]uk : iuker [:] þau : litu : raisa * stain : þina : a[t] * ais[t *] sun * sin : ernfastr * auk * þaiR * (b)ryþr * raist[u] * at * bru... ...

## Trascrizione in norreno
Ingi... ok Iogærðr þau letu ræisa stæin þenna at Æist, sun sinn, Ærnfastr ok þæiR brøðr ræistu at bro[ður sinn]

## Traduzione in italiano
"Ingi- ... e Jógerðr, essi hanno eretto la pietra in memoria di Eistr, loro figlio. Ernfastr e i suoi fratelli eressero in memoria del loro fratello."